# Mundame
Mundame (auch Moundamé) ist ein Dorf im Département Fako in der Region Süd-West in Kamerun.
Bei der Volkszählung 2005 hatte das Dorf 98 Einwohner.

## Geographie
Der Ort liegt etwa 2 Kilometer vom Fluss Mungo entfernt. Der Fluss ist südlich von Mundame etwa 100 Kilometer lang schiffbar, während er durch die Küstenebene fließt. Er mündet dann in Mangrovensümpfe, wo er sich in zahlreiche kleine Seitenarme teilt, die in den Kamerunästuar münden.
Der Ort liegt etwa 10 Kilometer südöstlich der Kumba, der Bezirkshauptstadt in der Region Süd-West.

## Geschichte
In der frühen deutschen Kolonialzeit wurde Mundame als geeignete Sammelstation für Handelsgüter wie Kautschuk, Palmöl und Elfenbein für den Transport per Fluss an die Küste angesehen.
1885 führte die Expedition eines Dr. Schwartz durch Mundame, ging dann über Land nach Mambanda und Kumba, bevor sie in Ikiliwindi umkehrte.
1889 gründete die deutsche Firma Jantzen & Thormählen eine Fabrik in Mundame, um sie als Sprungbrett für die Expansion in den Nordwesten zu nutzen.[4] Bis 1892 hatten die Deutschen ein Holzhaus und Wellblechbaracken gebaut und bauten ein Lagerhaus. Sie hatten eine Lichtung angelegt, die mit Palmen, Taro, Maniok, Mais und Reis sowie Kartoffeln und anderem europäischen Gemüse bepflanzt war.[2] Für Duala-Händler war es jedoch wirtschaftlicher, die Waren mit dem Kanu flussabwärts zu transportieren, und Efik-Händler aus Calabar in Nigeria wickelten den Handel mit den nördlichen Regionen über den Cross River ab. 1892 wurde die Fabrik aufgegeben.
1900 schickte die Gesellschaft Nordwest-Kamerun (GNK) eine Expedition unter der Leitung von Hptm Hans von Ramsay von Douala über Mundame bis zum Cross River. In der Folge wurde Mundame zu einem Militärstützpunkt ausgebeut, von dem aus die deutschen Streitkräfte sich gegen aufständische Einheimische vorging, die wegen der brutalen Bedingungen auf den Plantagen bewaffneten Widerstand leisteten. Der Ort wurde als Handelsposten wiederbelebt und zu einem Zentrum für die Versorgung von Militärposten weiter im Cross River-Gebiet, wobei Träger zum Transport der Waren eingesetzt wurden.
1970 wurde die Gemeinde als „Walddorf“ mit einem relativ hohen Infektionsniveau durch den parasitären Wurm Onchocerca volvulus, den Erreger der Flussblindheit, beschrieben.

## Verkehr
Der Ort besitzt einen Bahnhof an der Strecke Duala–Nkongsamba (Kilometer 73).

## Galerie

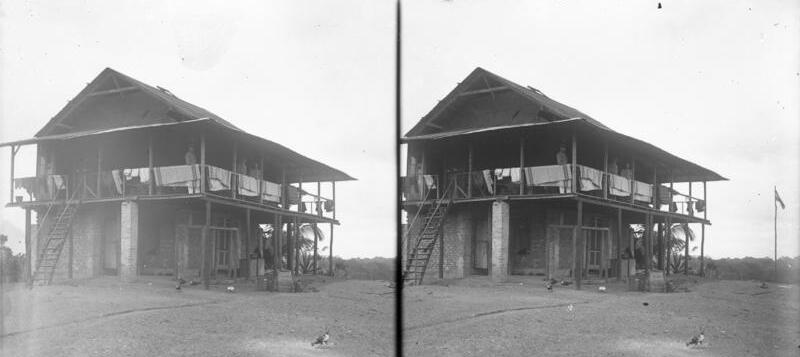
Deutsche Militärstation, Mundame, 1904
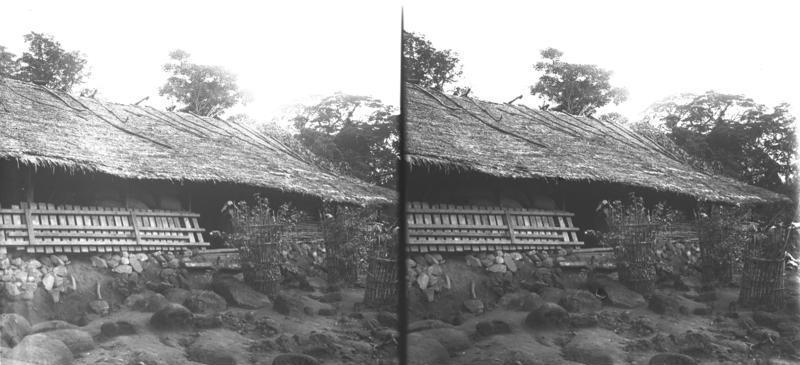
Sitz des deutschen Ziviladministrators, 1904